# Marcià Albareda
Marcià Albareda (Vic, ? - Barcelona, 1673) fou un compositor del Barroc català. Exercí els magisteris de capella de les catedrals de La Seu d'Urgell i Barcelona. Es conserven obres seves de repertori eclesiàstic i en romanç.
Tot i que no hi ha certesa documental sobre el seu lloc de naixement, diversos autors el situen a Vic. Se sap que va ser infant cantor, o escolà de cor, de la Seu de Barcelona, on va ser deixeble de Joan Pujol. Des del 8 de gener de 1622 fins a 1626 va ser mestre de capella de la catedral de La Seu d'Urgell. El 24 de juliol de 1626 guanyà la plaça a la catedral de Barcelona, on va succeir al seu mestre Joan Pujol. Es va mantenir aquest càrrec fins al seu traspàs, moment en què el succeí Miguel Selma. Benet Buscarons fou deixeble seu.
El 13 de febrer de 1640 dirigí a la catedral barcelonina una obra policoral, amb vuit cors formats per les diferents capelles musicals de la ciutat.
Es conserven obres seves a la Biblioteca Nacional de Catalunya i al fons musical de l'església parroquial de Sant Pere i Sant Pau de Canet de Mar (CMar).